# NY – Streets of Death
NY – Streets of Death (Alternativtitel: Naked City – Ein Fest für einen Killer; Originaltitel: Naked City: A Killer Christmas) ist ein US-amerikanischer Fernsehfilm-Thriller aus dem Jahr 1998. Regie führte Peter Bogdanovich, das Drehbuch schrieben Jeff Freilich und Christopher Trumbo.

## Handlung
Die Handlung spielt in New York City kurz vor Weihnachten. Eine Serie rätselhafter Morde erschüttert die Stadt: Mehrere Menschen werden entführt und getötet. Der Täter fertigt realistische Masken der Gesichter seiner Opfer an und begeht mit diesen Masken weitere Verbrechen. Dadurch geraten Unschuldige in Verdacht, die später selbst zu Opfern werden. Ihre Tode werden so inszeniert, dass sie wie Selbstmorde erscheinen. In einem Fall wird ein vermeintlicher Täter sogar von einer aufgebrachten Menge gelyncht.
Die Ermittlungen werden von den Polizisten Scott Muldoon und James Halloran geführt. Der Fall zieht großes Medieninteresse auf sich, da die Mordserie mit außergewöhnlicher Brutalität und kurz vor Weihnachten stattfindet. Die Polizisten geraten zunehmend unter Druck, da der Täter immer wieder zuschlägt und es ihnen zunächst nicht gelingt, ihn zu fassen. Schließlich gelingt es Muldoon, den Serienmörder zu stellen und die Mordserie zu beenden.

## Kritiken
„Ein serieller Film von einem einst hochtalentierten Regisseur, der jedoch von seinem Drehbuch in Stich gelassen wird und nicht mehr als einen Polizeifilm in Buddy-Manier liefert. Erfreulich ist lediglich die Vermeidung der genreüblichen Brutalitäten, doch dies reicht nicht, um die Dutzend-Geschichte spannender zu machen“

Die Redaktion von www.kino.de schrieb, der Film sei ein „durchaus verzwickt erdachten und spannend umgestzten Polizeithriller mit Reality-Anstrich und kritischen Seitenhieben auf sensationsgeile Medienschnösel.“.
Die Zeitschrift TV direkt 3/2008 schrieb, das Drehbuch lasse nur Mittelmaß zu.

## Hintergrund
Der Film wurde in Toronto gedreht.